# Cyclopogon graciliscapus
Cyclopogon graciliscapus är en orkidéart som beskrevs av Rudolf Schlechter. Cyclopogon graciliscapus ingår i släktet Cyclopogon, och familjen orkidéer. Inga underarter finns listade i Catalogue of Life.